# قرآن حکیم

جلد قرآن حکیم

قرآن حکیم قرآنی است که توسط مرکز طبع و نشر قرآن جمهوری اسلامی ایران به جهت استفاده‌ی دانشجویان از این کتاب تهیه شده است. ویژگی‌های این قرآن باعث می‌شود این اثر برای دانشجویان مفیدتر باشد.

## بخش‌ها

آیات در قرآن حکیم

1. متن آیات قرآن کریم که براساس رسم‌الخط آسان و کم علامت تهیه شده است.

1. ترجمۀ روان و سلیس آیات که در کنار متن آیات قرآن قرار داده شده است.

1. شرح و توضیح برخی آیات و موضوعات متناسب با نیازها و دغدغه های اعتقادی و قرآنی دانشجویان

1. فهرست موضوعی از تمام موضوعات مطرح شده[۲]

## مراحل تهیه

ترجمه آیات در قرآن حکیم

1. برگزاری جلسات متعدد با اساتید و صاحبنظران در قالب شورای مفاهیم مرکز طبع و نشر قرآن جمهوری اسلامی ایران

1. تهیه پرسشنامه قرآنی و اجرای طرح نظر سنجی به منظور دریافت نیازها و موضوعات مبتلا به در فضای جوانان دانشجو با همکاری مرکز آمار ایران

1. تهیه موضوعات با استفاده از نتایج طرح نظرسنجی و اطلاعات اخذ شده از اساتید و دانشجویان

1. برگزاری جلسات تبادل نظر با دانشجویان جهت بررسی موضوعات مورد نظر دانشجویان با توجه به آیات قرآن

1. تحقیق و تألیف محتوا براساس موضوعات انتخابی توسط سه نفر از اساتید دانشگاه

1. ویرایش علمی متن تهیه شده و نظارت بر محتوای مطالب از حیث تناسب آن با اصول مدنظر در این طرح
2. ویرایش علمی متن از لحاظ قابلیت تفهیم مطالب و نیز مطابقت با دستور زبان و آیین نگارش فارسی
3. تهیه فهرست موضوعی[۳]

## قلم رایانه‌ای (فونت)
متن این مصحف با استفاده از قلم رایانه ای جدیدی که به تازگی توسط کارشناسان مرکز طبع و نشر قرآن جمهوری اسلامی ایران ساخته شده، حروف چینی شده است. از جمله مزایا و ویژگی‌های فونت این مصحف، می‌توان به موارد زیر اشاره کرد:
1. ساخت کاراکترهای این فونت که مشتمل بر 740 گلیف است و از خط استاد عثمان طه اقتباس شده است.
2. از ویژگی‌های مهم این فونت می‌توان به درج اتوماتیک کلمات خاص قرائت مطابق با نگارش کلمات و همچنین درج اعراب مطابق با قواعد روخوانی اشاره کرد.[۴]